# Violetta Oblinger Peters
Violetta Oblinger-Peters (Schwerte, 14 ottobre 1977) è una canoista austriaca, vincitrice della medaglia di bronzo ai Giochi olimpici di Pechino 2008 nello Slalom K-1.

## Palmarès
- Olimpiadi

Pechino 2008: bronzo nello slalom K-1.